# Andělé (album)
Andělé je hudební album skupiny Wanastowi Vjecy. Vydala je v roce 1996.

## Seznam skladeb
1. „Kór“
2. „Blbá“
3. „Láska“
4. „Bejby“
5. „Andělé“
6. „R+N+R“
7. „Paridé“
8. „Kočárek“
9. „Já?“
10. „Anarchija“
11. „Jana“